# Аракановые
Аракановые (лат. Aracanidae) — семейство лучепёрых рыб отряда иглобрюхообразных, характеризующееся тем, что у его представителей панцирь не охватывает основания спинного и анального плавников. Возле хвостового плавника нередко образуют кольцо отдельные костные пластинки. Развит брюшной гребень. Рыбы этого семейства распространены от восточных берегов Африки до середины Тихого океана на глубинах от 100 до 200 м и более. 

## Таксономия
В семейство включают следующие роды и виды: 
- Anoplocapros Kaup, 1855
  - Anoplocapros amygdaloides
  - Anoplocapros inermis
  - Anoplocapros lenticularis
  - Anoplocapros robustus
- Aracana Gray, 1838
  - Aracana aurita
  - Aracana ornata
- Caprichthys McCulloch & Waite, 1915
  - Caprichthys gymnura
- Capropygia Kaup, 1855
  - Capropygia unistriata
- Kentrocapros Kaup, 1855
  - Kentrocapros aculeatus
  - Kentrocapros eco
  - Kentrocapros flavofasciatus
  - Kentrocapros rosapinto
- Polyplacapros Fujii & Uyeno, 1979
  - Polyplacapros tyleri